# Nephele
Nephele är ett släkte av fjärilar. Nephele ingår i familjen svärmare.

## Bildgalleri

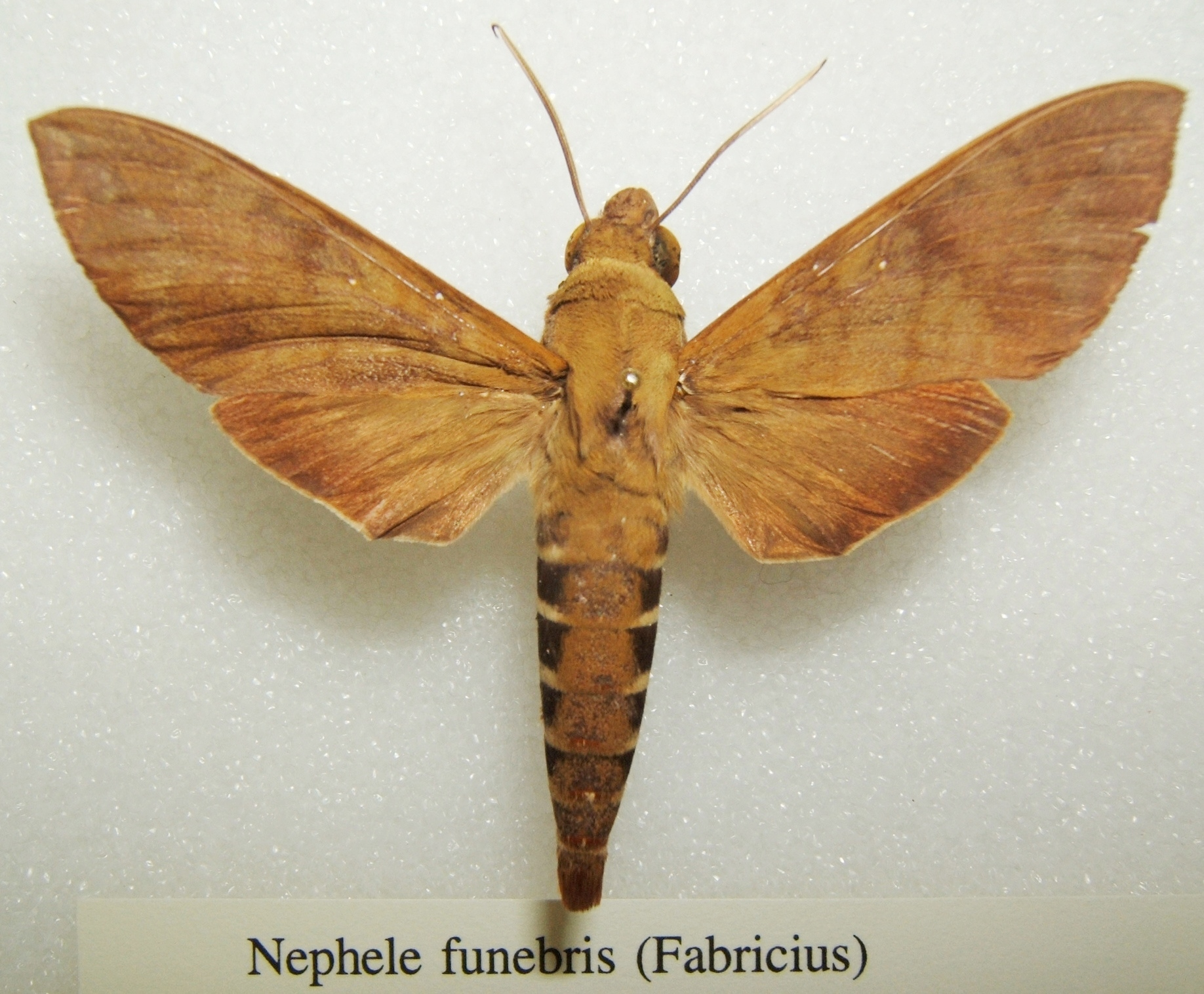

## Dottertaxa tillNephele, i alfabetisk ordning[1]

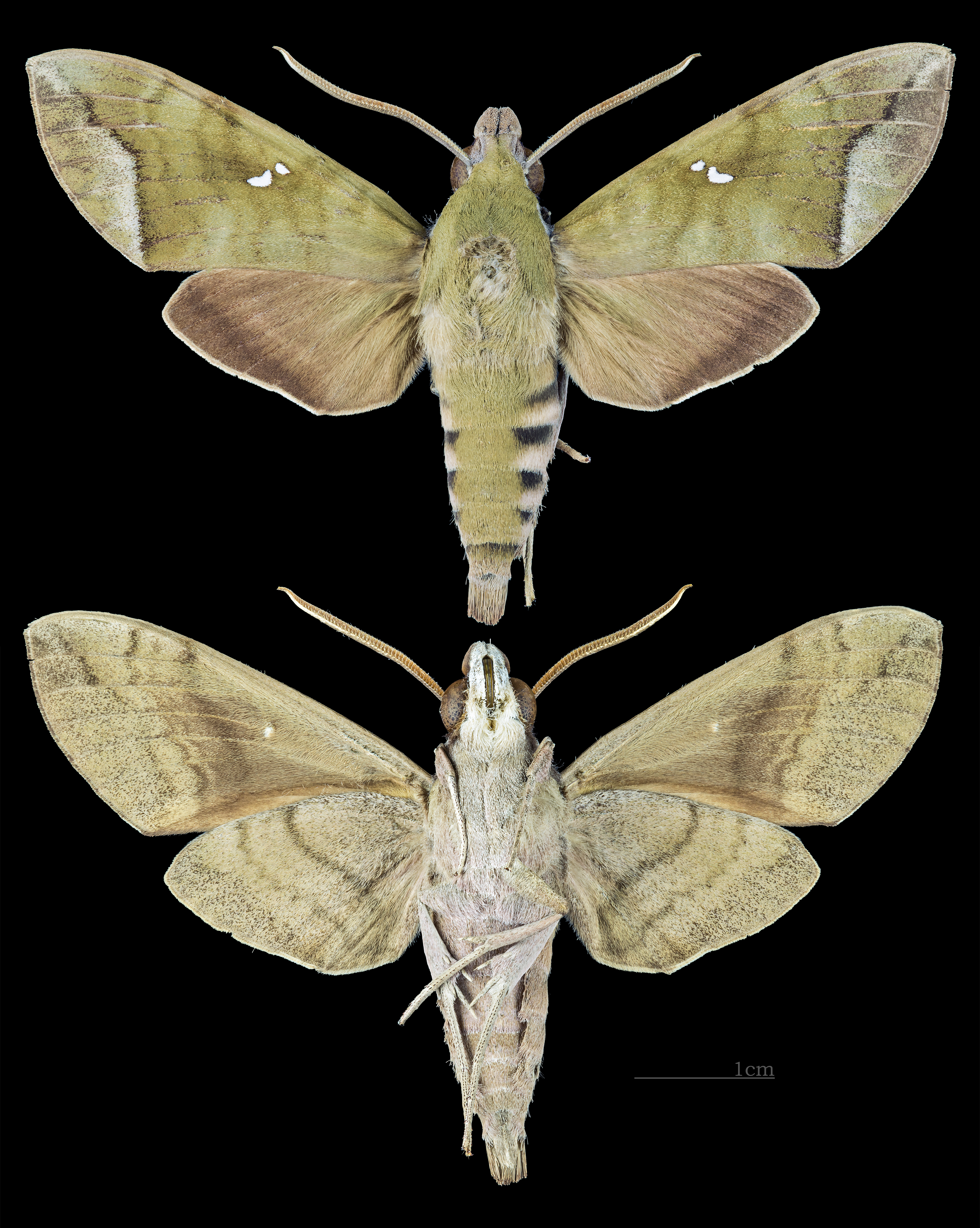
Nephele accentifera
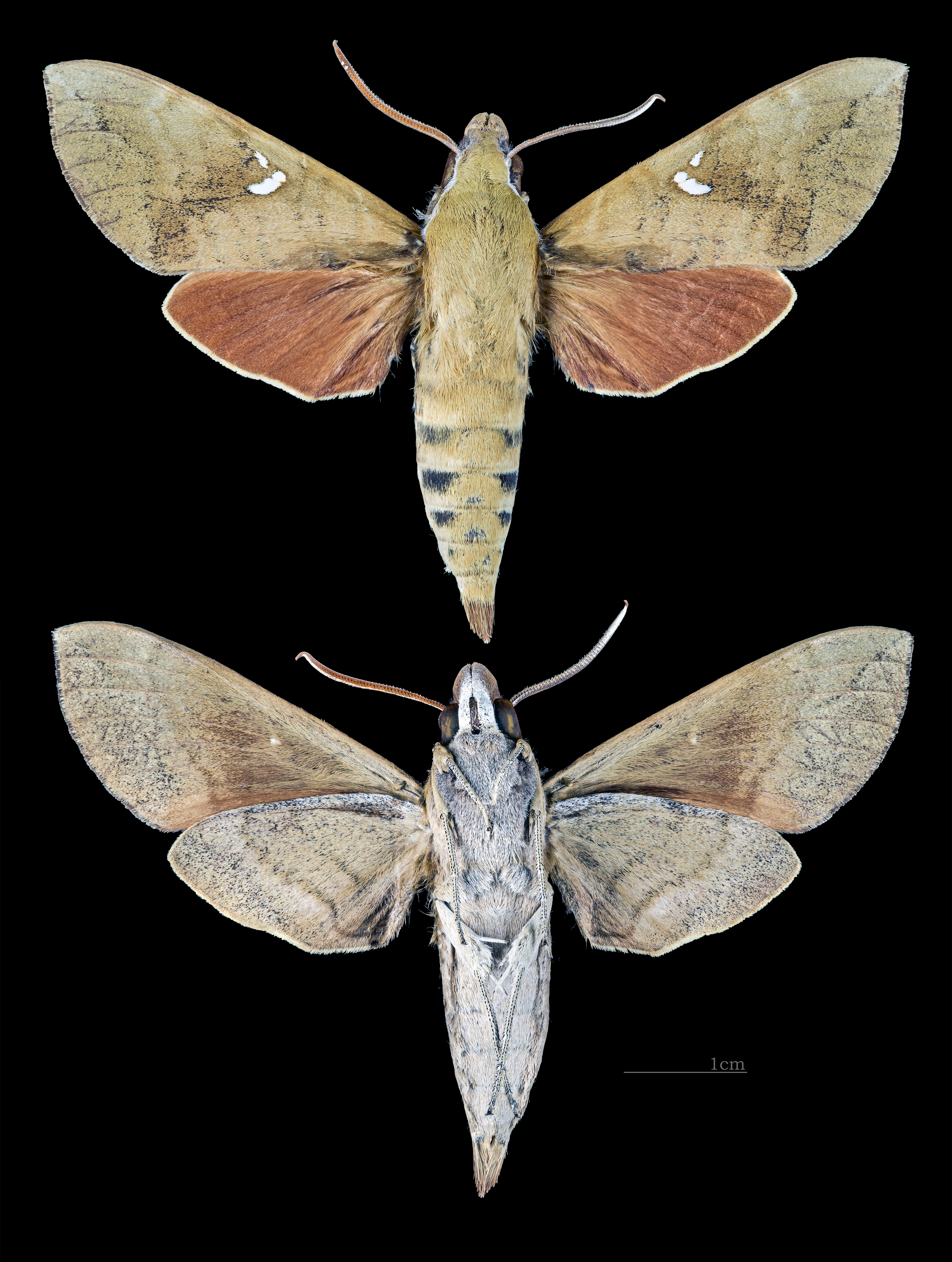
Nephele aequivalens
- Nephele antipoda
- Nephele argentifera
- Nephele aureomaculata
- Nephele bipartita
- Nephele charoba
- Nephele chiron
- Nephele comma
- Nephele comoroana
- Nephele conimacula
- Nephele continentis
- Nephele dalii
- Nephele densoi
- Nephele derasa
- Nephele destigmata
- Nephele didyma
- Nephele discifera
- Nephele funebris
- Nephele hespera
- Nephele illustris
- Nephele infernalis
- Nephele innotata
- Nephele joiceyi
- Nephele lannini
- Nephele leighi
- Nephele maculosa
- Nephele malgassica
- Nephele metapyrrha
- Nephele microstigma
- Nephele monostigma
- Nephele morpheus
- Nephele obliterans
- Nephele oenopion
- Nephele ovifera
- Nephele pachyderma
- Nephele penaeus
- Nephele peneus
- Nephele quaterna
- Nephele raffrayi
- Nephele ranzani
- Nephele rattrayi
- Nephele rectangulata
- Nephele rhadama
- Nephele rosae
- Nephele schimperi
- Nephele stictica
- Nephele subvaria
- Nephele triangulifera
- Nephele tridyma
- Nephele variegata
- Nephele vau
- Nephele vespera
- Nephele viridescens
- Nephele xylina
- Nephele zebu

- Nephele hespera
- Nephele subvaria